# (20093) 1994 PN22
A (20093) 1994 PN22 a Naprendszer kisbolygóövében található aszteroida. Eric Walter Elst fedezte fel 1994. augusztus 12-én.